# 자크리의 난

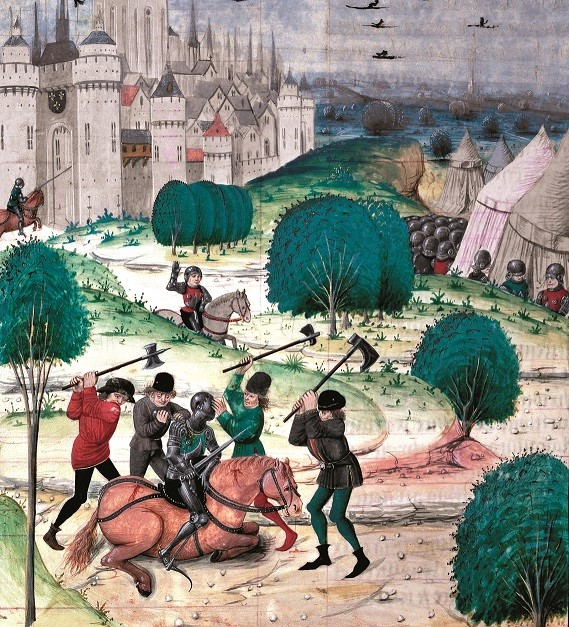
프로아사르의 연대기에 실린 그림. 말 타고 판금갑을 입은 귀족을 농민들이 둘러싸고 도끼로 찍어 죽이고 있다.

자크리의 난(Jacquerie)은 백년전쟁 와중이던 1358년 여름, 프랑스 북부에서 발생한 농민 반란이다. 난이 시작된 곳은 오늘날 파리 북쪽에 있는 우아즈 주 보베였으며 몇 주간의 폭력사태 이후 진압되었다. 귀족들이 농민들이 입은 누비 중백의를 "자크jacque"라고 불렀기 때문에 "자크리의 난"이라고 알려지게 되었다. 귀족 연대기작자 장 프로아사르는 반란 지도자 기욤 케일을 "자크 본옴Jacques Bonhomme"이라고 불렀다. "자크리"라는 말은 이후 영어와 불어에서 농민 반란을 가리키는 동의어로 사용되었다.